# 宮腰光寛
宮腰 光寛（みやこし みつひろ、1950年〈昭和25年〉12月21日 - ）は、日本の政治家。
内閣府特命担当大臣（沖縄及び北方対策、消費者及び食品安全、少子化対策、海洋政策）（第4次安倍第1次改造内閣）、内閣総理大臣補佐官（第3次安倍第3次改造内閣・第4次安倍内閣）、農林水産副大臣（第3次小泉内閣・第3次小泉改造内閣）、農林水産大臣政務官（第1次小泉内閣）、内閣府大臣政務官（第1次小泉第2次改造内閣・第2次小泉内閣）、衆議院農林水産委員長、衆議院議員（8期）、富山県議会議員（4期）、自民党たばこ議員連盟副会長などを歴任。

## 来歴

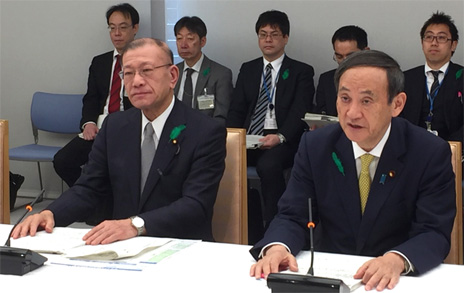
2019年4月19日、ギャンブル等依存症対策推進本部の会合にて内閣官房長官菅義偉（右）と

富山県黒部市生まれ（現住所は黒部市岡）。黒部市立石田小学校、黒部市立白鷹中学校、富山県立桜井高等学校卒業。高校卒業後、京都大学法学部に入学するが、1974年に中退。在学中、家業の石材店を営む宮腰工業所に入社。1981年より社団法人黒部青年会議所理事長。
1983年、富山県議会議員選挙に立候補し初当選。以後、1998年まで4期15年間、富山県議を務める。1996年、富山県議会副議長に就任。1998年、富山県議を4期目の任期途中で辞職。住博司衆議院議員の死去に伴う富山2区補欠選挙に自由民主党公認で立候補し、初当選した。以後、富山2区で8期連続当選。
2002年に第1次小泉内閣で農林水産大臣政務官に任命される。2002年10月、自由民主党法務・自治関係団体委員長に就任。2003年に第1次小泉第2次改造内閣で内閣府大臣政務官（科学技術政策、個人情報保護及び原子力関係政策の担当）に任命。2005年の第3次小泉内閣では農林水産副大臣に任命され、第3次小泉改造内閣まで務める。2007年、衆議院農林水産委員長に就任。2009年の第45回衆議院議員総選挙では与党に猛烈な逆風が吹き荒れる中、富山2区で社会民主党の新人を3万票超の大差で破り、5選。なお宮腰の初当選以来、富山2区では次点以下の候補は一度も比例復活していない。
2014年9月、自由民主党TPP対策委員会の委員長代理及び事務総長に起用された。2015年10月の第3次安倍第1次改造内閣の発足に際しては、所属する宏池会会長の岸田文雄外務大臣が、安倍晋三首相に対し宮腰の入閣を求めていたが、起用には至らなかった。
2017年8月3日、内閣総理大臣補佐官（ふるさとづくりの推進及び農林水産物の輸出振興担当）に就任。
2017年の第48回衆議院議員総選挙では、社会民主党の新人を6万票超の大差で破り、8選。
2018年10月、第4次安倍改造内閣で内閣府特命担当大臣（沖縄及び北方対策、海洋政策、消費者及び食品安全、少子化対策）として初入閣し、一億総活躍、行政改革、国家公務員制度などの職務も兼務した。富山県選出の国会議員として2006年以来の大臣となった。
2020年9月、自由民主党組織運動本部長代理に就任。同年11月、2020年富山県知事選挙で、現職の石井隆一の選対本部総括責任者を務めていたが、石井が敗北した責任を取り、県連会長を辞任した。
2021年、年内に予定される第49回衆議院議員総選挙に9選を目指し出馬の準備を進めていた。5月、自由民主党所属で富山県議会議員の上田英俊が富山2区からの出馬を検討し、保守分裂選挙となる可能性が取り沙汰されたが、前年の県知事選挙に続き保守分裂選挙を避けたいとした上で5月26日に会見で次の衆議院議員総選挙への立候補を取り止め、政界から引退する意向を示した。

## 不祥事・奇行

### 談合企業からの献金
大臣就任直後の2018年10月18日、宮腰が代表を務める自由民主党富山県第2選挙区支部が、関西電力発注の送電線工事で談合していたとして2014年に公正取引委員会から行政処分を受けた地元企業から、2014年から2016年までに計36万円の献金を受け取っていたことが発覚した。宮腰は翌19日の会見で、受け取った献金について返金すると説明した。

### 後援団体の使途不明金
2018年10月24日、宮腰の後援団体である「宮腰光寛後援会」の政治資金について、2014年から2016年までの3年間で使途不明金が3384万円に上っていたことが発覚した。これは後援団体の全支出の7割を超える金額だった。宮腰は翌26日の会見で「法令に従って適正に処理している」と述べた。

### 議員宿舎内での奇行
2018年10月25日付の文春オンラインは「『全裸でピンポン』現職大臣の実名 〈議員宿舎で〉勝手に他議員宅の風呂に入り、隣家の呼び鈴を…」と題して、宮腰が2007年に赤坂の議員宿舎内で酒に酔って他人の風呂に無断で入り、下着姿のまま別の部屋のインターホンを押したなどと報じた。宮腰は10月30日の会見で「記事は承知している」と認め、「深く反省をし、ご迷惑をおかけしました方々には、改めておわび申し上げたい」と謝罪した。

### コロナ禍での酒席参加
2020年12月25日、政府が新型コロナウイルス感染症対策として忘年会や新年会の自粛を呼びかける中、宮腰自身は富山市内で漁業関係者33人が出席する懇親会に参加しており、酒を飲んで転倒し救急搬送された。富山県内でも新型コロナウイルス感染拡大警報「富山アラート」が発令されている最中であったこともあり、宮腰はコロナ禍での酒席に参加したことについて「申し訳なかった」と述べている。

### 議員会館の執務室での違法喫煙
2021年9月17日、自民党総裁選に立候補した岸田文雄の出陣式にオンラインで出席中、議員会館の執務室で喫煙をしていた。2020年4月から施行された改正健康増進法により、国会や議員会館は原則屋内禁煙とされており、違反者には30万円以下の罰金が科される。宮腰は喫煙の事実を認め「長時間だったので。すいません」と述べている。

## 政策・主張
- 日本国憲法の改正に賛成[27]。

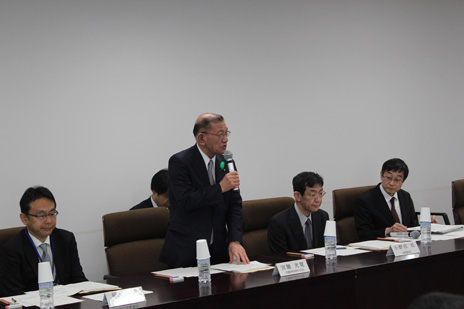
2019年4月19日、子ども・若者育成支援推進本部子供・若者育成支援推進のための有識者会議の会合にて内閣府政策統括官（共生社会政策担当）小野田壮（中央右）らと

- 集団的自衛権の行使を禁じた内閣法制局の憲法解釈の見直しに賛成[27]。
- 日本の核武装について「今後の国際情勢によっては検討すべき」としている[27]。
- 女性宮家の創設に反対[27]。
- 日本の環太平洋戦略的経済連携協定 (TPP) 参加に反対[27]。
- 選択的夫婦別姓制度の導入に反対[28][29]。
- 受動喫煙防止を目的に飲食店などの建物内を原則禁煙とする健康増進法改正案について、「受動喫煙を避けるのは当然だが、公共空間を全面禁煙にするというのはいかがか」として反対。日本の法整備が国際的に最低レベルとされている状況についても、「米国などと同等だ。 飛び抜けて遅れているわけではない」と述べている[30]。

## 人物
- 喫煙者である[30]。
- 北方領土問題対策協会県推進委員を務める。北方領土問題にライフワークとして取り組んでいて、国会議員当選後以後に北海道根室市に40回以上訪問している[3]。富山県は北方四島からの引き揚げた元島民が北海道に全国2番目に多いため、宮腰は政治家になる以前から北方領土返還要求運動に関わり、元島民らで作る千島歯舞諸島居住者連盟富山支部の総会などに必ず足を運んでいた。そのため、2018年10月に担当大臣になった際には元島民は「うれしいし、心強い。」「どんなに忙しくても私たちの会合に顔を出してくれる。」「これからもいろんな情報を知らせ、私たちの願いをかなえてほしい」「就任を待ち望んでいた。」「北方領土問題に造詣が深く、元島民の気持ちを理解してくれている。」と評価されている[31]。

### 統一教会との関係
- 2018年10月、統一教会の関連団体「世界日報社」のインタビューに応じた[32]。

## 所属団体・議員連盟
- 自民党たばこ議員連盟（副会長）[33][34]
- 自由民主党たばこ特別委員会（顧問）[35]
- 日本会議国会議員懇談会[36]
- 神道政治連盟国会議員懇談会[36]
- 日韓議員連盟
- TPP交渉における国益を守り抜く会